# Тони Јовић
Тони Јовић (Нова Градишка, 2. септембар 1992) хрватски је нападач ФК Слога Добој.

## Каријера
Тони Јовић је фудбал почео да тренира у родној Новој Градишци, и као кадет је прешао у Ријеку. Као члан овог клуба играо је на посудби у хрватским другим и трећим лигама за Младост Церник, Крк, Гробничан, те Поморац из Костерне.
У јулу 2014. године Јовић прелази у бањалучки Борац гдје остаје до љета 2016. када прелази у Зрињски из Мостара. Са клубом из Мостара освојио је двије титуле у Премијер лиги Босне и Херцеговине. 2019. прави инострани транфер у њемачки трећелигаш Лоте.
У Њемачкој је играо од јануара до јула 2019. године. Нова дестинација за овог офанзивца у љето 2019. био је Широки Бријег. Није се много наиграо у екипи коју је тренирао Тони Карачић, те је одлучио да се придружи Крупи, тада фењерашу Премијер лиге БиХ.
Овај потез је изненадио БХ фудбалску јавност, Јовић је помогао тиму из Крупе са Врбаса да опстане и тада заслужи нови инострани трансфер, овог пута у шпански Агиљас.
У четвртој лиги Шпаније у Агиљасу је одиграо полусезону 2021/22, и у јануару 2022. дошао у Бањалуку у Борац.